# Insigne de mission spatiale
Un insigne de mission spatiale est une reproduction en tissu de l'emblème d'une mission spatiale porté par les astronautes et autres personnels affiliés à cette mission. Il est généralement exécuté sous la forme d'un écusson brodé. Le terme « insigne spatial » s'applique principalement à un emblème conçu pour une mission spatiale habitée. Traditionnellement, il est porté sur la combinaison spatiale que les astronautes et les cosmonautes portent lorsqu'ils sont lancés dans l'espace. Les insignes de mission ont été adoptés par l'équipage et le personnel de nombreuses autres entreprises spatiales, publiques et privées.

## Origine

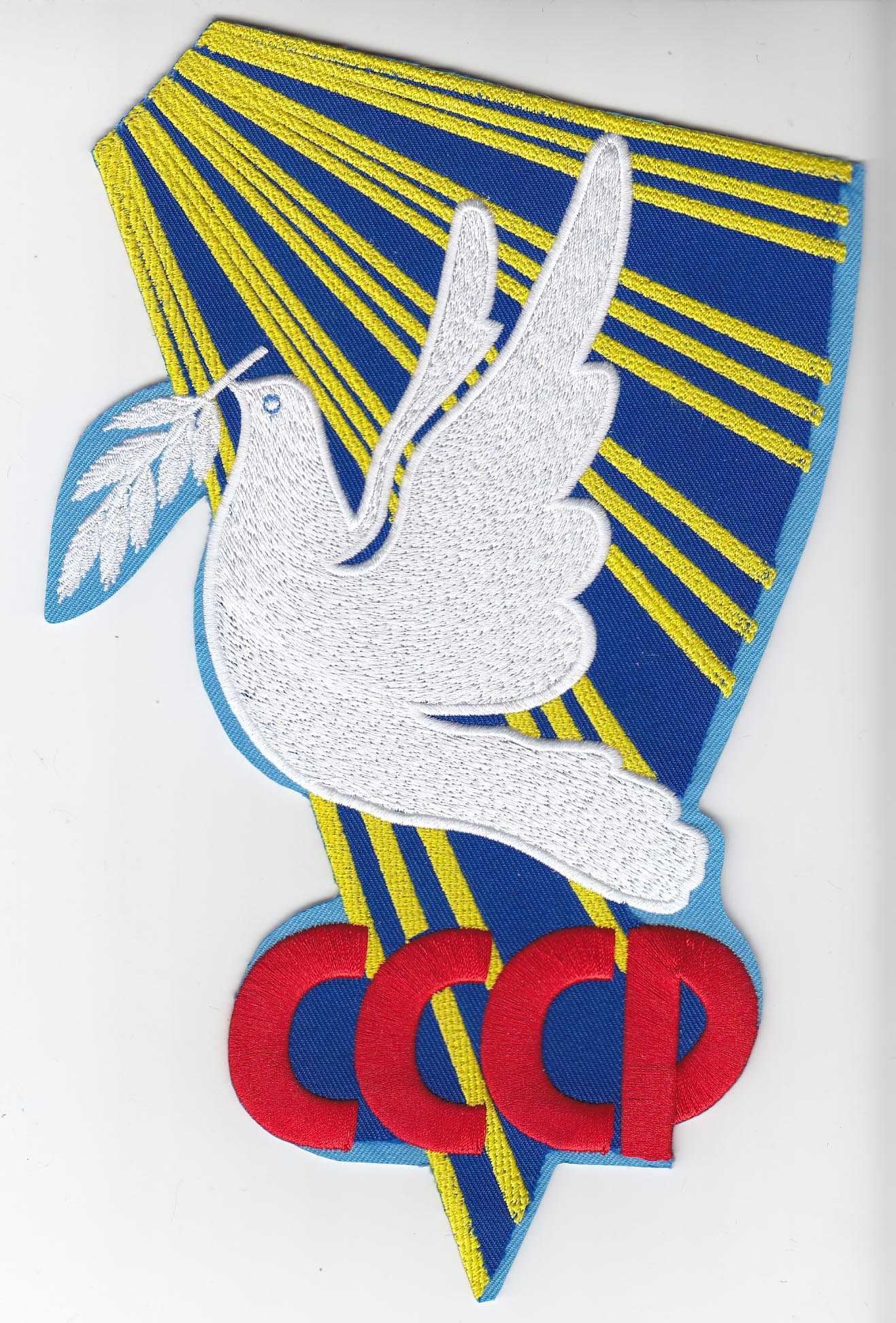
Insigne de la mission Vostok 6.

Le premier écusson spatial a été réalisé par la cosmonaute soviétique Valentina Terechkova lors de la mission Vostok 6 en 1963 ; cependant, il était caché à la vue du public par la combinaison orange vif qui faisait partie de la combinaison spatiale à l'époque. Au début de l'ère spatiale habitée, les astronautes étaient généralement des pilotes issus de l'armée et ils ont apporté l'habitude des insignes de grade qu'ils portaient sur les épaules de leurs uniformes. La plupart des missions spatiales américaines avait des insignes qui ont été conçues spécialement à cet effet et, depuis le milieu des années 1980, la plupart des vols soviétiques/russes les ont également adoptés. Les écussons de mission ont été portés pour la première fois par des astronautes de la NASA en 1965. L'idée a été présentée pour la première fois à la NASA par le pilote (et astronaute) de l'armée de l'air Gordon Cooper.

## Évolution

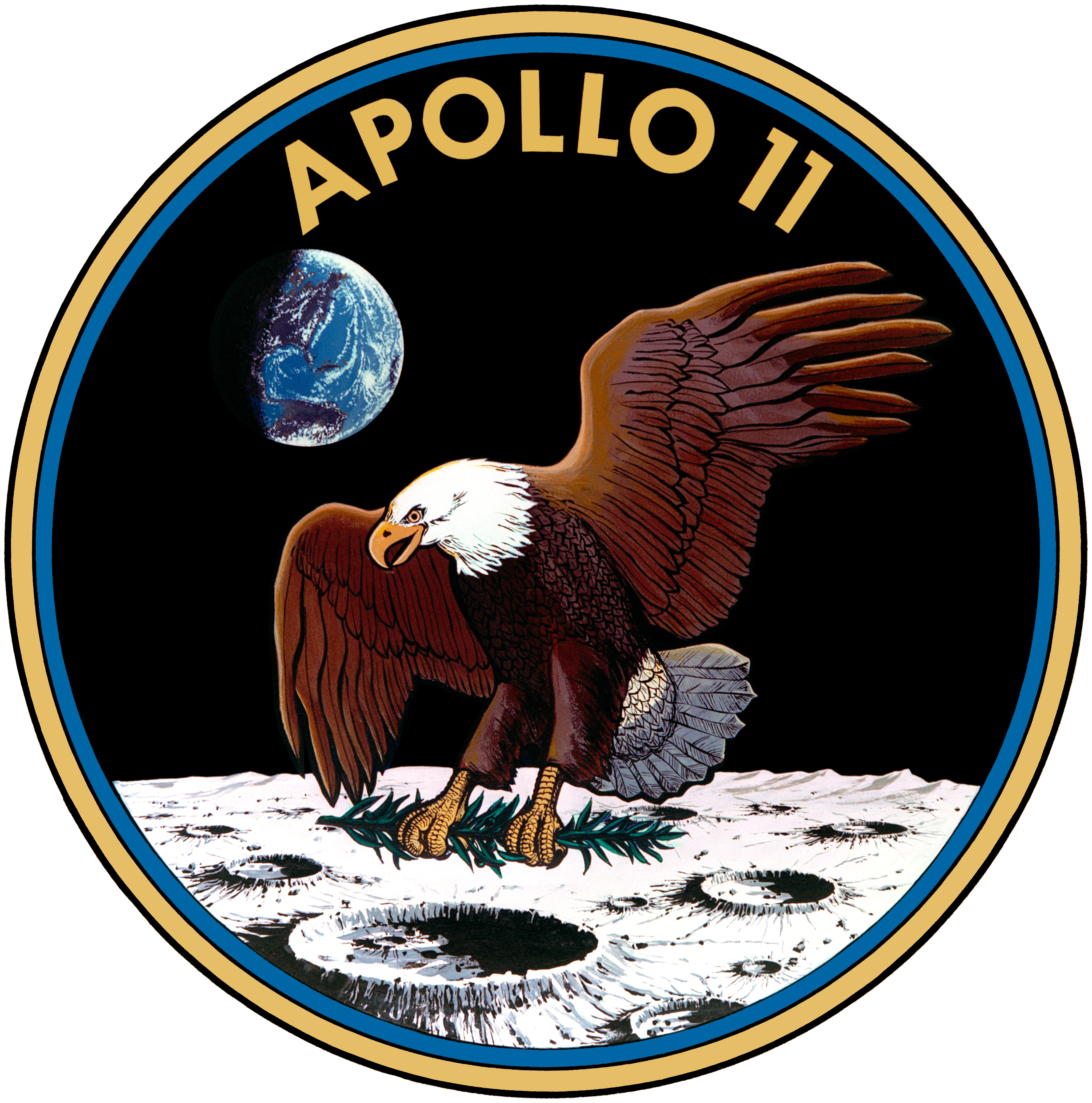
Insigne de la mission Apollo 11

À la suite de la perte de l'équipage d'Apollo 1 dans un incendie dévastateur, les écussons brodés ont été interdits sur les vêtements de l'équipage. À la place, les astronautes en vol portaient des écussons de mission en tissu bêta résistant au feu sur lesquels des motifs étaient sérigraphiés. Des écussons brodés étaient encore produits pour être portés au sol, pour le personnel non navigant, pour être vendus à des collectionneurs ou pour être utilisés dans l'espace comme souvenirs.

### Union soviétique/Russie
L'insigne Vostok-6 était le seul de ce programme. Le premier astronaute, Alexei Leonov, portait un écusson général lors de sa sortie extravéhiculaire, représentant une fusée décollant de la Terre, qui a également été utilisé lors des vols suivants. Dans le cadre du programme Intercosmos, les vols habités vers les stations spatiales Saliout et Mir entre 1978 et 1988 portaient des logos de mission. Par la suite, certains vols internationaux ont eu un écusson, mais ce n'est qu'à partir de 1994 que tous les lancements habités russes ont porté un écusson spatial. À l'époque, la conception et la production se faisaient à l'initiative de l'équipage ; les dessins n'étaient pas sanctionnés par l'agence spatiale russe (Glavkosmos (en)/RKA/Roscosmos). À quelques reprises, il y a eu confusion, ce qui a conduit à l'existence de deux insignes « approuvés par l'équipage » pour une même mission. Le premier insigne spatial russe approuvé par l'agence était celui du Soyouz TMA-13. Cependant, Roscosmos a annoncé très tard le dessin, alors que l'équipage avait déjà produit sa propre version et le dessin officiel n'a pas été porté sur les combinaisons de l'équipage. Depuis Soyouz TMA-14 en 2009, tous les lancements ont des écussons officiels.

### États-Unis
Les premières missions habitées de la NASA n'avaient pas d'insignes ; à la place, les astronautes donnaient un nom à leurs vaisseaux, celui d'Alan Shepard pour Mercury 3 a été baptisée Freedom 7, par exemple. Lorsque Gus Grissom a proposé de nommer sa capsule Gemini 3 Molly Brown, en référence à la comédie musicale The Unsinkable Molly Brown, qui faisait à son tour référence à la capsule Mercury 4 de Grissom, qui a coulé dans l'océan peu de temps après son immersion, les responsables de la NASA n'ont pas hésité à abolir la pratique consistant à nommer les capsules.

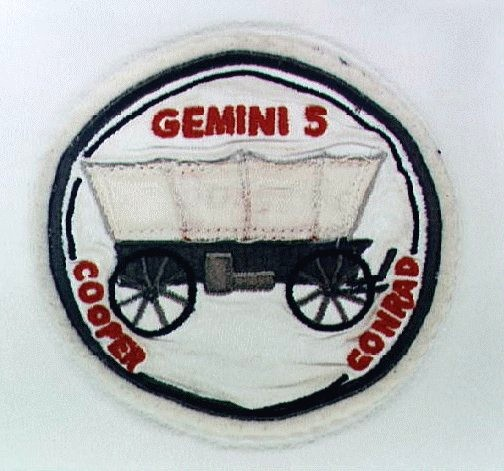
L'écusson de la mission Gemini 5 de Gordon Cooper ; le premier écusson de mission habitée de la NASA

C'est ce qui a incité l'astronaute Gordon Cooper à proposer et à développer un écusson de mission pour le vol Gemini 5 de Pete Conrad et lui-même : un écusson en tissu brodé portant les noms des deux membres d'équipage, un chariot couvert et le slogan « 8 jours ou échec » qui faisait référence à la durée prévue de la mission. L'administrateur de la NASA James E. Webb a approuvé le dessin, mais a insisté pour que le slogan soit retiré de la version officielle de l'écusson. L'écusson Cooper était porté sur le côté droit de la poitrine, sous leur plaque d'identifiation et en face des emblèmes de la NASA portés sur la gauche,,.
Depuis Gemini 5, des écussons ont été créés pour toutes les missions habitées de la NASA et pour de nombreuses expéditions non habitées. Les insignes sont maintenant créés par des graphistes professionnels, mais le design est toujours dirigé par chaque équipage d'astronautes. Depuis, des passionnés ont créé des écussons pour les missions habitées de la NASA qui ont précédé Gemini 5 mais, de nombreux puristes s'opposent à ces créations au motif que ces insignes souvenirs n'ont pas été créés ou portés par des astronautes.
Depuis Gemini 5, chaque mission spatiale habitée de la NASA a eu son propre écusson.

### Europe
Bien que les vols spatiaux habités européens, effectués par l'Agence spatiale européenne (ESA), dépendent des lancements américains ou russes, la plupart des astronautes européens ont porté un écusson conçu pour leur mission particulière, à l'exception de certains des premiers vols de la navette, où les astronautes de l'ESA portaient les mêmes écussons que leurs collègues de la NASA. Les écussons de l'ESA sont conçus soit par les équipes graphiques de l'agence, soit occasionnellement par des membres du public dans le cadre de concours organisés par l'ESA, qui tient à jour une galerie de tous les écussons portés par ses astronautes.

### Chine
En 2003, la Chine a lancé son premier astronaute, Yang Liwei, à bord du Shenzhou 5. Suivant la tradition américaine et soviétique / russe, il avait un écusson de mission sur sa combinaison pressurisée. Les missions habitées Shenzhou 6, Shenzhou 7 et Shenzhou 9 ont poursuivi la tradition. Contrairement aux modèles américains et russes, les écussons de mission chinois ne comportent pas de noms d'équipage.